# پرورش خرگوش
خرگوش‌پروری یا پرورش خرگوش (به انگلیسی: cuniculture)، یک شیوه کشاورزی است که در آن خرگوش‌های اهلی به عنوان حیوانات دام برای گوشت، پوست یا پشمشان پرورش داده شده و تکثیر می‌شوند. همچنین هواداران و خرگوش دوستان، برای توسعه و بهبود نژادهای خرگوش از این روش پرورش خرگوش‌ها استفاده می‌کنند و نتایج آن را به نمایش می‌گذارند. همچنین، دانشمندان نیز برای استفاده و مدیریت در تحقیقات خود خرگوش‌ها را به عنوان جاندار مدل یا نمونه پرورش می‌دهند.

## تاریخچه

### دامپروری ابتدایی
وفور خرگوش‌های باستانی می‌تواند نقشی در نامگذاری اسپانیا داشته باشد. در قرن ۱۲ پیش از میلاد، دریانوردان فنیقی که اطراف سواحل آن را بازدید می‌کردند، خرگوش اروپایی را با خرگوش‌های کوهی صخره ای (Procavia capensis) آشنا در سرزمین خود اشتباه گرفتند. آن‌ها این کشف خود را i-shepan-ham نامگذاری کردند که به معنی «زمین [یا جزیره] خرگوش‌های کوهی صخره ای» می‌باشد. نظریه وجود دارد (اگرچه تا حدی مورد بحث است) که این تغییر نام توسط رومی‌ها انجام شده، هیسپانیا نامگذاری شده که یک نام رومی برای شبه جزیره ایبری است.
ترکیب آداب و رسوم صیادی و دامپروری حیوانات در فرایند اهلی‌سازی خرگوش اروپایی به آرامی رشد نمود. در میان تنوع غذاهای زیادی که توسط روم در دوران سلطنتش بر دریای مدیترانه وارد می‌شد، محموله‌هایی از خرگوش‌ها از اسپانیا نیز صادر می‌شد.: 450  رومیان همچنین موش خرما برای شکار خرگوش‌ها وارد کردند و سپس رومی‌ها خرگوش‌ها و عادت نگهداری آنها بین سایر مناطق ایتالیا، فرانسه و سپس در سراسر امپراطوری روم که جزایر بریتانیا را نیط شامل می‌شد، منتقل کردند.: 42  خرگوش‌ها به صورت محدود در مناطق دیوار دار و همچنین در مناطق حفاظت شده شکار نگهداری می‌شدند. در جزایر بریتانیا، این مناطق با نام‌های «وارن» یا «گارت» شناخته می‌شدند و خرگوش‌ها «کُنِی» نامگذاری می‌شدند تا از خرگوش‌های شبیه به خرگوش صحرایی متمایز گردند.

### اهلی سازی
در سیستم وارن، خرگوش‌ها هرچند که مدیریت و برداشت می‌شدند، اما اهلی‌سازی نمی‌شدند. عمل اهلی‌سازی خرگوش‌ها نیز از روم آمده است. صومعه‌های مسیحی در سراسر اروپا و خاورمیانه حداقل از قرن پنجم میلادی خرگوش نگهداری می‌کردند. در حالی که خرگوش‌ها ممکن بود بتوانند درون صومعه آزادانه بگردند. روش متداول‌تر استفاده از محوطه‌هایی برای خرگوش‌ها یا حفره‌هایی برای آنها بود. محوطه مخصوص خرگوش‌ها محوطه ای بود که توسط دیوارهایی از جنس آجر و سیمان محصور می‌شد در حالیکه حفره‌های خرگوشی نیز مشابه به محوطه‌ها بود، اما کمتر خطوط بسته داشته و فرورفتگی بیشتری داشت. جعبه‌های یا فضاهای مارپیچ در دیوار قرار می‌گرفتند. خرگوش‌ها به صورت گروهی در این حفره‌ها یا دیواره‌ها نگهداری می‌شدند و هنگام نیاز برای مصرف خوراکی یا استفاده از پوست به صورت تک تک جمع‌آوری می‌شدند. نگهدارندگان خرگوش‌ها، آنها را به خانه‌ها یا قفس‌های جداگانه انتقال می‌کردند تا به راحتی بتوانند آنها را تمیز کرده، بررسی کرده یا برای پرورش انتخابی را آماده سازند، زیرا حفره‌ها اجازه انجام این کارها را به نگهدارندگان نمی‌دهد. اولین خانه‌ها یا قفس‌ها از چوب ساخته می‌شدند، اما اکنون بخاطر بهداشتی تر بودن بیشتر از فلز ساخته می‌شوند.

### نژادهای اولیه
در اروپا، خرگوش‌ها به‌طور معمول به عنوان بخشی از دامداری خانگی توسط مزرعه داران و روستاییان نگهداری می‌شدند. دامپروی خرگوش‌ها که شامل جمع‌آوری علف‌ها و چمن‌ها به عنوان علوفه، معمولاً به عهده فرزندان خانواده یا مزرعه دار بود. اگرچه این خرگوش‌ها تنوع یافت و نوع‌های منطقه ای به وجود آمد، عموماً خرگوش‌های «معمولی» یا «گوشتی» بودند و به هیچ نژاد خاصی تعلق نداشتند. برخی از این نوع‌ها به عنوان نژادهای منطقه ای باقی مانده‌اند، مانند خرگوش گوتلند در سوئد، در حالی که بقیه مانند خرگوش لاند کانینچن، خرگوش لکه دار آلمانی منقرض شده‌اند.